# San Clemente (Kalifornia)
San Clemente – miasto w Stanach Zjednoczonych, w stanie Kalifornia, w hrabstwie Orange. Według spisu ludności przeprowadzonego przez United States Census Bureau, w roku 2010 miasto San Clemente miało 63 522 mieszkańców.
Z San Clemente pochodzi Jennifer Kessy, amerykańska siatkarka plażowa, wicemistrzyni olimpijska.